# Julien Richter
Julien Richter (* 10. April 1999 in Burghausen) ist ein deutscher Fußballspieler, der aktuell als Leihspieler der SpVgg Unterhaching beim TSV 1860 Rosenheim unter Vertrag steht.

## Karriere
Richter begann seine fußballerische Karriere beim 1. FC Nürnberg, wo er bis 2015 unter Vertrag stand. Anschließend wechselte er zu Wacker Burghausen, wo er zunächst zwei Jahre in der Jugend spielte. Am 29. April 2017 (31. Spieltag) debütierte er in der Regionalliga Bayern, als er gegen die SpVgg Bayreuth in der 76. Minute für Kevin Hingerl eingewechselt wurde. In der gesamten Saison spielte er jedoch nur fünfmal. In der Folgesaison war er bereits Stammspieler in der vierthöchsten Spielklasse und traf am 27. April 2018 (36. Spieltag) das erste Mal gegen die zweite Mannschaft des 1. FC Nürnberg. Insgesamt schoss er in der Saison dieses eine Tor in 31 Spielen. In der Folgesaison traf er bereits sechsmal in 29 Ligapartien. Die Saison darauf kam er zu einem Spiel im Landespokal Bayern und zwei Tore in 21 Ligaspielen. Nach der Saison wechselte er zur SpVgg Unterhaching in die 3. Liga. Dort debütierte er am 19. Dezember 2020 (17. Spieltag) gegen den FC Bayern München II, als er in der 71. Minute für Alexander Fuchs ins Spiel kam. Im weiteren Verlauf der Saison kam er noch ein paar Mal zum Einsatz, wurde jedoch noch kein Stammspieler.
Nach nur acht Einsätzen in der Hinrunde, wurde er im Januar 2022 für den Rest der Saison 2021/22 an den TSV 1860 Rosenheim verliehen.